# Мухтарулин, Валерий Сергеевич
Валерий Сергеевич Мухтарулин (1942 — 2014) — промышленный деятель, специалист в области разработки и внедрения средств цифровой вычислительной техники, главный конструктор НИИ вычислительных комплексов до сентября 2014 года.

## Биография
Родился 8 февраля 1942 года в селе Верх-Чита Читинской области в семье военнослужащего. 
В 1967 году окончил Московский энергетический институт, после чего служил в Советской Армии. 
С 1969 по 1984 год Мухтарулин работал на Загорском электромеханическом заводе (ЗЭМЗ), где прошёл путь от инженера-регулировщика до главного инженера особого конструкторского бюро, получил опыт практической подготовки в области создания электронных вычислительных машин. Непосредственно участвовал в организации серийного производства многопроцессорных векторных супер-ЭВМ и вычислительных комплексов на базе ЭВМ M-10 и М-13, предназначенных для обработки информации в реальном масштабе времени для стратегических систем противокосмической, противоракетной, противовоздушной обороны страны и систем предупреждения о ракетном нападении. Также принимал участие в разработке технологического оборудования, отладке, опытно-боевой эксплуатации вычислительных комплексов на объектах Министерства обороны СССР.
В 1984 году Валерий Мухтарулин был переведён в Министерство радиопромышленности СССР, где прошёл путь заместителя начальника 11-го ГУ, начальника Главного производственного управления – члена коллегии Минрадиопрома СССР, заместителя Министра радиопрома СССР (1990—1991). Под его руководством и непосредственном участии была разработана программа развития супер-ЭВМ «Эльбрус». В должности заместителя Министра Радиопрома СССР В.С. Мухтарулин принимал участие в разработке и организации производства спецвычислителей и системы управления в интересах создания ЗРК «С-300» и «С-400».
С 1990 по 1992 годы был вице-президентом корпорации «Радиокомплекс». 
В июне 1992 года назначен директором Научно-исследовательского института вычислительных комплексов им. М.А. Карцева, где проработал до конца жизни. 
В.С. Мухтарулин является автором более 40 научных статей и 7 изобретений.
Умер 22 сентября 2014 года. Похоронен на Благовещенском кладбище города Сергиев Посад.

### Семья
Жена – Нина Михайловна; сын – Сергей Валерьевич, сотрудник корпорации; дочь – Светлана Валерьевна, доктор медицинских наук.

## Награды
- Награжден орденами «Знак Почета», «Дружбы народов» и «За военные заслуги», а также медалями, в числе которых «За трудовое отличие».
- Удостоен знака «Почетный радист СССР».
- Лауреат премии Фонда «Инженерное наследие академика В.Ф. Уткина» 2012 года.[2]